# Sassor
Sassor  est un hameau de la commune de Theux dans la province de Liège (Région wallonne de Belgique). Avant la fusion des communes de 1977, le hameau faisait déjà partie de la commune de Theux.

## Situation
Ce hameau ardennais se situe sur une colline dominant le versant nord de la Hoëgne à 2,5 km du centre de Theux et à 1 km du château de Franchimont. Il se trouve dans un vallon verdoyant formé par le petit ruisseau du 'Pré l’Évêque'.

## Description
Dans un environnement de prairies et de bosquets, Sassor est principalement composé de fermettes bâties en moellons de grès avec encadrements de portes et fenêtres en pierre de taille ou en brique et présence d'auvents appelés tchèri en wallon. 

## Personnalités
- Fernand Brose, enlumineur de la Cour de Belgique, vit à Sassor.